# Robin Tunney

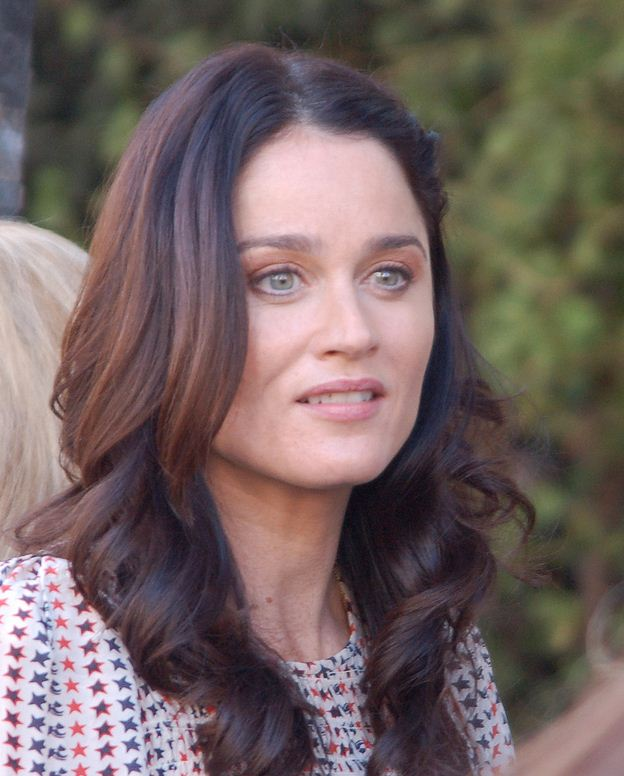
Robin Tunney 2013 bei einer Zeremonie am Hollywood Walk of Fame

Robin Tunney (* 19. Juni 1972 in Chicago, Illinois) ist eine US-amerikanische Schauspielerin irischer Abstammung, bekannt durch ihre Rollen der Christine York in dem Film End of Days – Nacht ohne Morgen und der Teresa Lisbon in der Fernsehserie The Mentalist.

## Leben und Karriere
Robin Tunney studierte Schauspiel an der Chicago Academy for the Performing Arts. Mit 18 Jahren zog sie nach Los Angeles.
Tunney spielte in einigen Fernsehserien wie Law & Order, Dream On und Alles Okay, Corky?. Ihr Durchbruch in Deutschland erfolgte 1996 mit dem Film Der Hexenclub, in dem sie an der Seite von Fairuza Balk, Neve Campbell und Rachel True spielte. 1999 sah man sie in End of Days – Nacht ohne Morgen mit Arnold Schwarzenegger und Gabriel Byrne. 2000 übernahm sie eine der Hauptrollen im Spielfilm Vertical Limit. 2001 spielte Tunney in Investigating Sex mit Neve Campbell, Til Schweiger und Nick Nolte eine weitere Nebenrolle. 2004 übernahm sie in der Pilotfolge der US-Serie Dr. House die Rolle einer Patientin. 2005 und 2006 trat sie in den ersten beiden Staffeln der erfolgreichen US-Serie Prison Break als Anwältin Veronica Donovan auf. In dem 2006 gedrehten Film Die Hollywood Verschwörung spielte sie die Verlobte von George Reeves. Von 2008 bis 2015 war sie in der Krimi-Serie The Mentalist als Chef-Ermittlerin Teresa Lisbon zu sehen.
1997 heiratete Tunney den Produzenten Bob Gosse, sie trennten sich 2002. 2009 verlobte sich Tunney mit dem australischen Regisseur und Drehbuchautor Andrew Dominik. Zu Weihnachten 2012 verlobte sie sich mit dem Innendesigner Nicky Marmet. Am 23. Juni 2016 kam ihr gemeinsamer Sohn zur Welt. Am 8. Januar 2020 wurde Tunney Mutter einer Tochter.

## Filmografie (Auswahl)
- 1991: Frogs! (Fernsehfilm)
- 1992: Perry Mason und der schamlose Romeo (Perry Mason: The Case of the Reckless Romeo, Fernsehfilm)
- 1992: Steinzeit Junior (Encino Man)
- 1993: Class of ’96 (Fernsehserie, 17 Folgen)
- 1993: John F. Kennedy – Wilde Jugend (J.F.K.: Reckless Youth, Fernsehfilm)
- 1993: Dream On (Fernsehserie, Folge 4x14)
- 1993: Cutters (Fernsehserie, fünf Folgen)
- 1994: Law & Order (Fernsehserie, Folge 4x17)
- 1995: Das Empire Team (Empire Records)
- 1996: Der Hexenclub (The Craft)
- 1996: Lassiter – Erbarmungslos und gefährlich (Riders of the Purple Sage)
- 1997: In letzter Konsequenz (Julian Po)
- 1997: Niagara, Niagara
- 1998: Wiege der Angst (Montana)
- 1998: Naked City – Justice with a Bullet
- 1999: End of Days – Nacht ohne Morgen (End of Days)
- 2000: Vertical Limit
- 2000: Supernova
- 2002: Investigating Sex
- 2002: Cherish
- 2003: Ein ungleiches Paar (The In-Laws)
- 2003: Twilight Zone (The Twilight Zone, Fernsehserie, Folge 1x39)
- 2004: Paparazzi
- 2004: Shadow of Fear
- 2004: Dr. House (House, Fernsehserie, Pilotfolge)
- 2005–2006: Prison Break (Fernsehserie, 23 Folgen)
- 2005: Der Zodiac-Killer (The Zodiac)
- 2006: Die Hollywood-Verschwörung (Hollywoodland)
- 2006: The Darwin Awards
- 2006: Open Window
- 2007: Robot Chicken (Fernsehserie, Folge 3x13)
- 2008: Der Börsen-Crash (August)
- 2008: Auf brennender Erde (The Burning Plain)
- 2008: Die Robert und Andrew Kissel Story (The Two Mr. Kissels, Fernsehfilm)
- 2008–2015: The Mentalist (Fernsehserie, 151 Folgen)
- 2009: Passenger Side
- 2012: See Girl Run
- 2015: My All American
- 2016: Love (Fernsehserie, Folge 1x10)
- 2018: The Watcher – Willkommen im Motor Way Motel (Looking Glass)
- 2018: Insatiable (Fernsehserie, Folge 1x03)
- 2018: Monster Party
- 2019: The Fix (Fernsehserie, 10 Folgen)
- 2020: Horse Girl
- 2023: Der Morgen davor und das Leben danach (Dear Edward, Fernsehserie, 4 Folgen)
- 2024: Land of the Free (Kurzfilm)
- 2025: By Design